# Tứ đại hoa hậu
Tứ đại Hoa hậu (tiếng Anh: Big Four beauty pageants) là cụm từ để chỉ bốn cuộc thi sắc đẹp được coi là lớn và danh giá nhất hành tinh, đó là Hoa hậu Thế giới (Miss World), Hoa hậu Hoàn vũ (Miss Universe), Hoa hậu Quốc tế (Miss International) và Hoa hậu Trái Đất (Miss Earth).
Báo China Daily lần đầu tiên đề cập tới "bốn cuộc thi sắc đẹp lớn nhất thế giới" vào năm 2004. Vào tháng 4 năm 2008, tờ South China Morning Post mô tả các cuộc thi là "bốn trong số các cuộc thi sắc đẹp hàng đầu thế giới"; mô tả tương tự cũng được tờ báo hàng đầu của Hàn Quốc, Chosun Ilbo sử dụng vào năm 2010. Năm 2017, tờ Latin Times gọi bốn cuộc thi là "những cuộc thi sắc đẹp quan trọng nhất thế giới". Năm 2018, NBC News tiếp tục đề cập tới "bốn cuộc thi sắc đẹp quốc tế lớn nhất", bao gồm các cuộc thi này. Agencia EFE đã phân loại ra "bốn cuộc thi sắc đẹp có ảnh hưởng nhất thế giới" vào năm 2019.
Trong số hàng vạn cuộc thi sắc đẹp được tổ chức hàng năm, Tứ đại Hoa hậu được coi là danh giá nhất, được nhiều phương tiện truyền thông đưa tin và phủ sóng rộng rãi. The Wall Street Journal, BBC News, CNN, Tân Hoa Xã và các hãng thông tấn toàn cầu như Reuters, Associated Press và Agence France-Presse cùng gọi bốn cuộc thi sắc đẹp này là "tứ đại" (Big Four).

## Bốn cuộc thi sắc đẹp lớn nhất thế giới
|                | Hoa hậu Thế giới                                      | Hoa hậu Hoàn vũ                                                                             | Hoa hậu Quốc tế                                                                          | Hoa hậu Trái Đất                                                                         |
| -------------- | ----------------------------------------------------- | ------------------------------------------------------------------------------------------- | ---------------------------------------------------------------------------------------- | ---------------------------------------------------------------------------------------- |
| Tên chính thức | Miss World                                            | Miss Universe                                                                               | Miss International                                                                       | Miss Earth                                                                               |
| Thành lập      | 29 tháng 7 năm 1951                                   | 28 tháng 6 năm 1952                                                                         | 12 tháng 8 năm 1960                                                                      | 3 tháng 4 năm 2001                                                                       |
| Trụ sở         | Luân Đôn, Anh                                         | Thành phố New York, Hoa Kỳ Samut Prakan, Thái Lan Thành phố México, México                  | Tokyo, Nhật Bản                                                                          | Manila, Philippines                                                                      |
| Sứ mệnh        | Hoạt động nhân đạo thông qua người đẹp nhân ái [ 30 ] | Các vấn đề nhân đạo và là tiếng nói tạo ra sự thay đổi tích cực trên thế giới [ 31 ] [ 32 ] | Xây dựng thế giới nơi phụ nữ có thể sống tích cực, có sức mạnh nội tâm và cá tính [ 33 ] | Thúc đẩy nhận thức về môi trường, bảo tồn và trách nhiệm với xã hội [ 34 ] [ 35 ] [ 36 ] |
| Chủ tịch       | Julia Morley [ 37 ]                                   | Paula Shugart [ 38 ]                                                                        | Akemi Shimomura [ 39 ]                                                                   | Lorraine Schuck Ramon Monzon [ 40 ]                                                      |
| Sở hữu bởi     | Miss World Limited [ 41 ]                             | JKN Global Group                                                                            | International Cultural Association [ 43 ]                                                | Carousel Productions [ 44 ]                                                              |

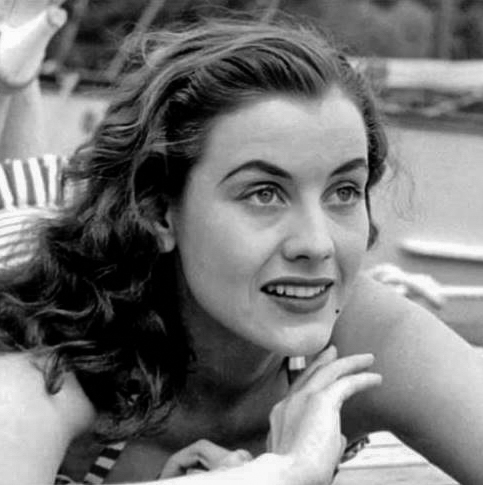
Hoa hậu Thế giới 1951 Kiki Håkansson, Thụy Điển
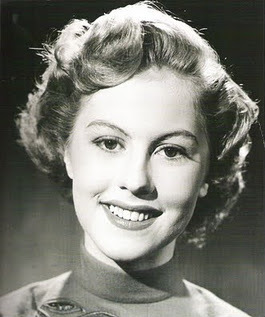
Hoa hậu Hoàn vũ 1952 Armi Kuusela, Phần Lan
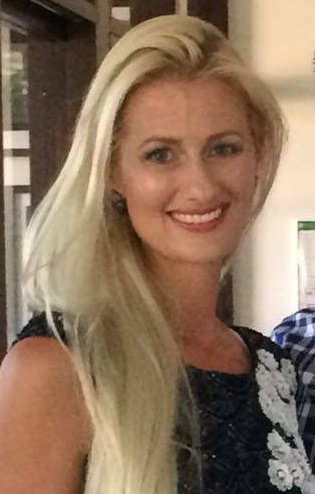
Hoa hậu Trái Đất 2001 Catharina Svensson, Đan Mạch

## Thống kê

### Quốc gia chiến thắng cả bốn cuộc thi
| Quốc gia    | Danh hiệu | Hoa hậu Thế giới              | Hoa hậu Hoàn vũ                              | Hoa hậu Quốc tế                              | Hoa hậu Trái Đất    |
| ----------- | --------- | ----------------------------- | -------------------------------------------- | -------------------------------------------- | ------------------- |
| Úc          | 8         | 1968 1972                     | 1972 2004                                    | 1962 1981 1992                               | 2024                |
| Brazil      | 6         | 1971                          | 1963 1968                                    | 1968                                         | 2004 2009           |
| Philippines | 15        | 2013                          | 1969 1973 2015 2018                          | 1964 1970 1979 2005 2013 2016                | 2008 2014 2015 2017 |
| Puerto Rico | 10        | 1975 2016                     | 1970 1985 1993 2001 2006                     | 1987 2014                                    | 2019                |
| Hoa Kỳ      | 16        | 1973 1990 2010                | 1954 1956 1960 1967 1980 1995 1997 2012 2022 | 1974 1978 1982                               | 2020                |
| Venezuela   | 24        | 1955 1981 1984 1991 1995 2011 | 1979 1981 1986 1996 2008 2009 2013           | 1985 1997 2000 2003 2006 2010 2015 2018 2023 | 2005 2013           |

### Quốc gia nhiều chiến thắng nhất
| Quốc gia/Vùng lãnh thổ                    | Danh hiệu | Cuộc thi                               | Cuộc thi                                                 | Cuộc thi                                                 | Cuộc thi                   |
| Quốc gia/Vùng lãnh thổ                    | Danh hiệu | Hoa hậu Thế giới                       | Hoa hậu Hoàn vũ                                          | Hoa hậu Quốc tế                                          | Hoa hậu Trái Đất           |
| ----------------------------------------- | --------- | -------------------------------------- | -------------------------------------------------------- | -------------------------------------------------------- | -------------------------- |
| Venezuela                                 | 24        | 6 (1955, 1981, 1984, 1991, 1995, 2011) | 7 (1979, 1981, 1986, 1996, 2008, 2009, 2013)             | 9 (1985, 1997, 2000, 2003, 2006, 2010, 2015, 2018, 2023) | 2 (2005, 2013)             |
| Hoa Kỳ                                    | 16        | 3 (1973, 1990, 2010)                   | 9 (1954, 1956, 1960, 1967, 1980, 1995, 1997, 2012, 2022) | 3 (1974, 1978, 1982)                                     | 1 (2020)                   |
| Philippines                               | 15        | 1 (2013)                               | 4 (1969, 1973, 2015, 2018)                               | 6 (1964, 1970, 1979, 2005, 2013, 2016)                   | 4 (2008, 2014, 2015, 2017) |
| Ấn Độ                                     | 10        | 6 (1966, 1994, 1997, 1999, 2000, 2017) | 3 (1994, 2000, 2021)                                     | ×                                                        | 1 (2010)                   |
| Puerto Rico                               | 10        | 2 (1975, 2016)                         | 5 (1970, 1985, 1993, 2001, 2006)                         | 2 (1987, 2014)                                           | 1 (2019)                   |
| Úc                                        | 8         | 2 (1968, 1972)                         | 2 (1972, 2004)                                           | 3 (1962, 1981, 1992)                                     | 1 (2024)                   |
| México                                    | 6         | 1 (2018)                               | 3 (1991, 2010, 2020)                                     | 2 (2007, 2009)                                           | ×                          |
| Nam Phi                                   | 6         | 3 (1958, 1974, 2014)                   | 3 (1978, 2017, 2019)                                     | ×                                                        | ×                          |
| Brasil                                    | 6         | 1 (1971)                               | 2 (1963, 1968)                                           | 1 (1968)                                                 | 2 (2004, 2009)             |
| Thụy Điển                                 | 6         | 3 (1951, 1952, 1977)                   | 3 (1955, 1966, 1984)                                     | ×                                                        | ×                          |
| Vương quốc Liên hiệp Anh và Bắc Ireland   | 6         | 4 (1961, 1964, 1965, 1983)             | ×                                                        | 2 (1969, 1972)                                           | ×                          |
| Đức                                       | 5         | 1 (1956)                               | 1 (1961)                                                 | 3 (1965, 1989, 2022)                                     | ×                          |
| Ba Lan                                    | 5         | 2 (1989, 2021)                         | ×                                                        | 3 (1991, 1993, 2001)                                     | ×                          |
| Tây Ban Nha                               | 5         | 1 (2015)                               | 1 (1974)                                                 | 3 (1977, 1990, 2008)                                     | ×                          |
| Colombia                                  | 5         | ×                                      | 2 (1958, 2014)                                           | 3 (1960, 1999, 2004)                                     | ×                          |
| Jamaica                                   | 4         | 4 (1963, 1976, 1993, 2019)             | ×                                                        | ×                                                        | ×                          |
| Pháp                                      | 4         | 1 (1953)                               | 2 (1953, 2016)                                           | 1 (1976)                                                 | ×                          |
| Iceland                                   | 4         | 3 (1985, 1988, 2005)                   | ×                                                        | 1 (1963)                                                 | ×                          |
| Hà Lan                                    | 4         | 2 (1959, 1962)                         | 1 (1989)                                                 | 1 (1961)                                                 | ×                          |
| Argentina                                 | 4         | 2 (1960, 1978)                         | 1 (1962)                                                 | 1 (1967)                                                 | ×                          |
| Phần Lan                                  | 4         | 1 (1957)                               | 2 (1952, 1975)                                           | 1 (1973)                                                 | ×                          |
| Cộng hòa Séc                              | 3         | 2 (2006, 2023)                         | ×                                                        | ×                                                        | 1 (2012)                   |
| Thái Lan                                  | 3         | ×                                      | 2 (1965, 1988)                                           | 1 (2019)                                                 | ×                          |
| Ecuador                                   | 3         | ×                                      | ×                                                        | 1 (2011)                                                 | 2 (2011, 2016)             |
| Nhật Bản                                  | 3         | ×                                      | 2 (1959, 2007)                                           | 1 (2012)                                                 | ×                          |
| Canada                                    | 3         | ×                                      | 2 (1982, 2005)                                           | ×                                                        | 1 (2007)                   |
| Peru                                      | 3         | 2 (1967, 2004)                         | 1 (1957)                                                 | ×                                                        | ×                          |
| Trinidad và Tobago                        | 3         | 1 (1986)                               | 2 (1977, 1998)                                           | ×                                                        | ×                          |
| Hy Lạp                                    | 3         | 1 (1996)                               | 1 (1964)                                                 | 1 (1994)                                                 | ×                          |
| Na Uy                                     | 3         | ×                                      | 1 (1990)                                                 | 2 (1988, 1995)                                           | ×                          |
| Việt Nam                                  | 2         | ×                                      | ×                                                        | 1 (2024)                                                 | 1 (2018)                   |
| Trung Quốc                                | 2         | 2 (2007, 2012)                         | ×                                                        | ×                                                        | ×                          |
| Nga                                       | 2         | 2 (1992, 2008)                         | ×                                                        | ×                                                        | ×                          |
| Chile                                     | 2         | ×                                      | 1 (1987)                                                 | ×                                                        | 1 (2006)                   |
| Cộng hòa Dominica                         | 2         | 1 (1982)                               | 1 (2003)                                                 | ×                                                        | ×                          |
| Panama                                    | 2         | ×                                      | 1 (2002)                                                 | 1 (1998)                                                 | ×                          |
| Liban                                     | 2         | ×                                      | 1 (1971)                                                 | 1 (2002)                                                 | ×                          |
| Israel                                    | 2         | 1 (1998)                               | 1 (1976)                                                 | ×                                                        | ×                          |
| Áo                                        | 2         | 2 (1969, 1987)                         | ×                                                        | ×                                                        | ×                          |
| Costa Rica                                | 2         | ×                                      | ×                                                        | 2 (1980, 1983)                                           | ×                          |
| New Zealand                               | 2         | ×                                      | 1 (1983)                                                 | 1 (1971)                                                 | ×                          |
| Albania                                   | 1         | ×                                      | ×                                                        | ×                                                        | 1 (2023)                   |
| Nicaragua                                 | 1         | ×                                      | 1 (2023)                                                 | ×                                                        | ×                          |
| Hàn Quốc                                  | 1         | ×                                      | ×                                                        | ×                                                        | 1 (2022)                   |
| Belize                                    | 1         | ×                                      | ×                                                        | ×                                                        | 1 (2021)                   |
| Indonesia                                 | 1         | ×                                      | ×                                                        | 1 (2017)                                                 | ×                          |
| Angola                                    | 1         | ×                                      | 1 (2011)                                                 | ×                                                        | ×                          |
| Gibraltar                                 | 1         | 1 (2009)                               | ×                                                        | ×                                                        | ×                          |
| Ireland                                   | 1         | 1 (2003)                               | ×                                                        | ×                                                        | ×                          |
| Honduras                                  | 1         | ×                                      | ×                                                        | ×                                                        | 1 (2003)                   |
| Kenya                                     | 1         | ×                                      | ×                                                        | ×                                                        | 1 (2002)                   |
| Thổ Nhĩ Kỳ                                | 1         | 1 (2002)                               | ×                                                        | ×                                                        | ×                          |
| Đan Mạch                                  | 1         | ×                                      | ×                                                        | ×                                                        | 1 (2001)                   |
| Nigeria                                   | 1         | 1 (2001)                               | ×                                                        | ×                                                        | ×                          |
| Botswana                                  | 1         | ×                                      | 1 (1999)                                                 | ×                                                        | ×                          |
| Bồ Đào Nha                                | 1         | ×                                      | ×                                                        | 1 (1996)                                                 | ×                          |
| Namibia                                   | 1         | ×                                      | 1 (1992)                                                 | ×                                                        | ×                          |
| Anh                                       | 1         | ×                                      | ×                                                        | 1 (1986)                                                 | ×                          |
| Guatemala                                 | 1         | ×                                      | ×                                                        | 1 (1984)                                                 | ×                          |
| Guam                                      | 1         | 1 (1980)                               | ×                                                        | ×                                                        | ×                          |
| Bermuda                                   | 1         | 1 (1979)                               | ×                                                        | ×                                                        | ×                          |
| Nam Tư                                    | 1         | ×                                      | ×                                                        | 1 (1975)                                                 | ×                          |
| Grenada                                   | 1         | 1 (1970)                               | ×                                                        | ×                                                        | ×                          |
| Ai Cập                                    | 1         | 1 (1954)                               | ×                                                        | ×                                                        | ×                          |
| Quốc gia/Vùng lãnh thổ                    | Danh hiệu | Cuộc thi                               | Cuộc thi                                                 | Cuộc thi                                                 | Cuộc thi                   |
| Quốc gia/Vùng lãnh thổ                    | Danh hiệu | Hoa hậu Thế giới                       | Hoa hậu Hoàn vũ                                          | Hoa hậu Quốc tế                                          | Hoa hậu Trái Đất           |
| Từ bỏ danh hiệu và không được thay thế    |           |                                        |                                                          |                                                          |                            |
| Tây Ban Nha                               | 1         | ×                                      | 1 (1974)                                                 | ×                                                        | ×                          |
| Bị tước vương miện và không được thay thế |           |                                        |                                                          |                                                          |                            |
| Nhật Bản                                  | 1         | ×                                      | ×                                                        | 1 (2012)                                                 | ×                          |
| Hoa Kỳ                                    | 1         | 1 (1973)                               | ×                                                        | ×                                                        | ×                          |
| Được thay thế sau khi từ bỏ danh hiệu     |           |                                        |                                                          |                                                          |                            |
| Đức                                       | 1         | 1 (1980)                               | ×                                                        | ×                                                        | ×                          |
| Vương quốc Liên hiệp Anh và Bắc Ireland   | 1         | 1 (1974)                               | ×                                                        | ×                                                        | ×                          |
| Được thay thế sau khi bị tước vương miện  |           |                                        |                                                          |                                                          |                            |
| Bosna và Hercegovina                      | 1         | ×                                      | ×                                                        | ×                                                        | 1 (2002)                   |
| Nga                                       | 1         | ×                                      | 1 (2002)                                                 | ×                                                        | ×                          |

### Chiến thắng lần đầu
| Thập niên | Quốc gia/Vùng lãnh thổ |
| --------- | --- |
| 1950      | Danh sách - 1951: Thụy Điển - 1952: Phần Lan - 1953: Pháp - 1954: Ai Cập - Hoa Kỳ - 1955: Venezuela - 1956: Đức - 1957: Peru - 1958: Colombia - Nam Phi - 1959: Nhật Bản - Hà Lan                |
| 1960      | Danh sách - 1960: Argentina - 1961: Vương quốc Liên hiệp Anh và Bắc Ireland - 1962: Úc - 1963: Brasil - Iceland - Jamaica - 1964: Hy Lạp - Philippines - 1965: Thái Lan - 1966: Ấn Độ - 1969: Áo |
| 1970      | Danh sách - 1970: Grenada - Puerto Rico - 1971: Liban - New Zealand - 1974: Tây Ban Nha - 1975: Nam Tư - 1976: Israel - 1977: Trinidad và Tobago - 1979: Bermuda                                 |
| 1980      | Danh sách - 1980: Costa Rica - Guam - 1982: Canada - Cộng hòa Dominica - 1984: Guatemala - 1986: Anh - 1987: Chile - 1988: Na Uy - 1989: Ba Lan                                                  |
| 1990      | Danh sách - 1991: México - 1992: Namibia - Nga - 1996: Bồ Đào Nha - 1998: Panama - 1999: Botswana                                                                                                |
| 2000      | Danh sách - 2001: Đan Mạch - Nigeria - 2002: Kenya - Thổ Nhĩ Kỳ - 2003: Honduras - Ireland - 2006: Cộng hòa Séc - 2007: Trung Quốc - 2009: Gibraltar                                             |
| 2010      | Danh sách - 2011: Angola - Ecuador - 2017: Indonesia - 2018: Việt Nam |
| 2020      | Danh sách - 2021: Belize - 2022: Hàn Quốc - 2023: Albania - Nicaragua |

## Danh sách người chiến thắng theo năm
Dưới đây là bảng thống kê các quốc gia chiến thắng bốn cuộc thi nói trên qua từng năm.
| Năm  | Hoa hậu Hoàn vũ                                                       | Hoa hậu Thế giới                                               | Hoa hậu Quốc tế                                                  | Hoa hậu Trái Đất                                       |
| ---- | --------------------------------------------------------------------- | -------------------------------------------------------------- | ---------------------------------------------------------------- | ------------------------------------------------------ |
| 2025 |                                                                       | Suchata Chuangsri · Thái Lan                                   |                                                                  |                                                        |
| 2024 | Victoria Kjær Theilvig · Đan Mạch                                     | Cuộc thi bị hủy                                                | Huỳnh Thị Thanh Thủy · Việt Nam                                  | Jessica Lane · Úc                                      |
| 2023 | Sheynnis Palacios · Nicaragua                                         | Krystyna Pyszková · Séc                                        | Andrea Rubio · Venezuela                                         | Drita Ziri · Albania                                   |
| 2022 | R'Bonney Gabriel · Hoa Kỳ                                             | Cuộc thi bị hủy                                                | Jasmin Selberg Đức                                               | Mina Sue Choi · Hàn Quốc                               |
| 2021 | Harnaaz Kaur Sandhu · Ấn Độ                                           | Karolina Bielawska · Ba Lan                                    | Cuộc thi bị hủy                                                  | Destiny Wagner · Belize                                |
| 2020 | Andrea Meza · Mexico                                                  | Cuộc thi bị hủy                                                | Cuộc thi bị hủy                                                  | Lindsey Coffey · Hoa Kỳ                                |
| 2019 | Zozibini Tunzi · Nam Phi                                              | Toni-Ann Singh · Jamaica                                       | Sireethorn Leearamwat · Thái Lan                                 | Nellys Pimentel · Puerto Rico                          |
| 2018 | Catriona Gray · Philippines                                           | Vanessa Ponce · Mexico                                         | Mariem Velazco · Venezuela                                       | Nguyễn Phương Khánh · Việt Nam                         |
| 2017 | Demi-Leigh Nel-Peters · Nam Phi                                       | Manushi Chhillar · Ấn Độ                                       | Kevin Liliana · Indonesia                                        | Karen Ibasco · Philippines                             |
| 2016 | Iris Mittenaere · Pháp                                                | Stephanie Del Valle · Puerto Rico                              | Kylie Verzosa · Philippines                                      | Katherine Espín · Ecuador                              |
| 2015 | Pia Wurtzbach · Philippines                                           | Mireia Lalaguna · Tây Ban Nha                                  | Edymar Martínez · Venezuela                                      | Angelia Ong · Philippines                              |
| 2014 | Paulina Vega · Colombia                                               | Rolene Strauss · Nam Phi                                       | Valerie Hernandez · Puerto Rico                                  | Jamie Herrell · Philippines                            |
| 2013 | Gabriela Isler · Venezuela                                            | Megan Young · Philippines                                      | Bea Santiago · Philippines                                       | Alyz Henrich · Venezuela                               |
| 2012 | Olivia Culpo · Hoa Kỳ                                                 | Vu Văn Hà · Trung Quốc                                         | Ikumi Yoshimatsu · Nhật Bản(Truất ngôi, Không có người thay thế) | Tereza Fajksová · Cộng hòa Séc                         |
| 2011 | Leila Lopes · Angola                                                  | Ivian Sarcos · Venezuela                                       | Fernanda Cornejo · Ecuador                                       | Olga Álava · Ecuador                                   |
| 2010 | Ximena Navarrete · Mexico                                             | Alexandria Mills · Hoa Kỳ                                      | Elizabeth Mosquera · Venezuela                                   | Nicole Faria · Ấn Độ                                   |
| 2009 | Stefania Fernandez · Venezuela                                        | Kaiane Aldorino · Gibraltar                                    | Anagabriela Espinoza · Mexico                                    | Larissa Ramos · Brazil                                 |
| 2008 | Dayana Mendoza · Venezuela                                            | Ksenia Sukhinova · Nga                                         | Alejandra Andreu · Tây Ban Nha                                   | Karla Paula Henry · Philippines                        |
| 2007 | Riyo Mori · Nhật Bản                                                  | Trương Tử Lâm · Trung Quốc                                     | Priscila Perales · Mexico                                        | Jessica Trisko · Canada                                |
| 2006 | Zuleyka Rivera · Puerto Rico                                          | Taťána Kuchařová · Cộng hòa Séc                                | Daniela di Giacomo · Venezuela                                   | Hil Hernández · Chile                                  |
| 2005 | Natalie Glebova · Canada                                              | Unnur Birna Vilhjálmsdóttir · Iceland                          | Precious Lara Quigaman · Philippines                             | Alexandra Braun Waldeck · Venezuela                    |
| 2004 | Jennifer Hawkins · Úc                                                 | María Julia Mantilla · Peru                                    | Jeymmy Vargas · Colombia                                         | Priscilla Meirelles · Brazil                           |
| 2003 | Amelia Vega · Cộng hòa Dominican                                      | Rosanna Davison · Ireland                                      | Goizeder Victoria Azúa Barríos · Venezuela                       | Dania Prince Mendez · Honduras                         |
| 2002 | Oxana Fedorova · Nga(Truất ngôi)                                      | Azra Akin · Thổ Nhĩ Kỳ                                         | Christina Sawaya · Liban                                         | Džejla Glavović · Bosna và Hercegovina(Truất ngôi)     |
| 2002 | Justine Pasek · Panama(Thay thế)                                      | Azra Akin · Thổ Nhĩ Kỳ                                         | Christina Sawaya · Liban                                         | Winfred Adah Omwakwe · Kenya(Thay thế)                 |
| 2001 | Denise Quiñones · Puerto Rico                                         | Agbani Darego · Nigeria                                        | Małgorzata Rożniecka · Ba Lan                                    | Catharina Svensson · Đan Mạch                          |
| 2000 | Lara Dutta · Ấn Độ                                                    | Priyanka Chopra · Ấn Độ                                        | Vivian Urdaneta · Venezuela                                      | Cuộc thi chưa được tổ chức (lần đầu tiên vào năm 2001) |
| 1999 | Mpule Kwelagobe · Botswana                                            | Yukta Mookhey · Ấn Độ                                          | Paulina Gálvez · Colombia                                        | Cuộc thi chưa được tổ chức (lần đầu tiên vào năm 2001) |
| 1998 | Wendy Fitzwilliam · Trinidad và Tobago                                | Linor Abargil · Israel                                         | Lía Victoria Borrero · Panamá                                    | Cuộc thi chưa được tổ chức (lần đầu tiên vào năm 2001) |
| 1997 | Brook Lee · Hoa Kỳ                                                    | Diana Hayden · Ấn Độ                                           | Consuelo Adler · Venezuela                                       | Cuộc thi chưa được tổ chức (lần đầu tiên vào năm 2001) |
| 1996 | Alicia Machado · Venezuela                                            | Irene Skliva · Hy Lạp                                          | Fernanda Alves · Bồ Đào Nha                                      | Cuộc thi chưa được tổ chức (lần đầu tiên vào năm 2001) |
| 1995 | Chelsi Smith · Hoa Kỳ                                                 | Jacqueline Aguilera Marcano · Venezuela                        | Anne Lena Hansen · Na Uy                                         | Cuộc thi chưa được tổ chức (lần đầu tiên vào năm 2001) |
| 1994 | Sushmita Sen · Ấn Độ                                                  | Aishwarya Rai · Ấn Độ                                          | Christina Lekka · Hy Lạp                                         | Cuộc thi chưa được tổ chức (lần đầu tiên vào năm 2001) |
| 1993 | Dayanara Torres · Puerto Rico                                         | Lisa Hanna · Jamaica                                           | Agnieszka Pachałko · Ba Lan                                      | Cuộc thi chưa được tổ chức (lần đầu tiên vào năm 2001) |
| 1992 | Michelle McLean · Namibia                                             | Julia Kourotchkina · Nga                                       | Kirsten Marise Davidson · Úc                                     | Cuộc thi chưa được tổ chức (lần đầu tiên vào năm 2001) |
| 1991 | Lupita Jones · Mexico                                                 | Ninibeth Leal · Venezuela                                      | Agnieszka Kotlarska · Ba Lan                                     | Cuộc thi chưa được tổ chức (lần đầu tiên vào năm 2001) |
| 1990 | Mona Grudt · Na Uy                                                    | Gina Tolleson · Hoa Kỳ                                         | Silvia de Esteban · Tây Ban Nha                                  | Cuộc thi chưa được tổ chức (lần đầu tiên vào năm 2001) |
| 1989 | Angela Visser · Hà Lan                                                | Aneta Kręglicka · Ba Lan                                       | Iris Klein · Đức                                                 | Cuộc thi chưa được tổ chức (lần đầu tiên vào năm 2001) |
| 1988 | Porntip Nakhirunkanok · Thái Lan                                      | Linda Pétursdóttir · Iceland                                   | Catherine Alexandra Gude · Na Uy                                 | Cuộc thi chưa được tổ chức (lần đầu tiên vào năm 2001) |
| 1987 | Cecilia Bolocco · Chile                                               | Ulla Weigerstorfer · Áo                                        | Laurie Tamara Simpson · Puerto Rico                              | Cuộc thi chưa được tổ chức (lần đầu tiên vào năm 2001) |
| 1986 | Barbara Palacios · Venezuela                                          | Giselle Laronde · Trinidad và Tobago                           | Helen Fairbrother · Anh                                          | Cuộc thi chưa được tổ chức (lần đầu tiên vào năm 2001) |
| 1985 | Deborah Carthy-Deu · Puerto Rico                                      | Hólmfríður Karlsdóttir · Iceland                               | Nina Sicilia · Venezuela                                         | Cuộc thi chưa được tổ chức (lần đầu tiên vào năm 2001) |
| 1984 | Yvonne Ryding · Thụy Điển                                             | Astrid Carolina Herrera · Venezuela                            | Ilma Julieta Urrutia Chang · Guatemala                           | Cuộc thi chưa được tổ chức (lần đầu tiên vào năm 2001) |
| 1983 | Lorraine Downes · New Zealand                                         | Sarah-Jane Hutt · Anh Quốc                                     | Gidget Sandoval · Costa Rica                                     | Cuộc thi chưa được tổ chức (lần đầu tiên vào năm 2001) |
| 1982 | Karen Baldwin · Canada                                                | Mariasela Álvarez · Cộng hòa Dominica                          | Christie Ellen Claridge · Hoa Kỳ                                 | Cuộc thi chưa được tổ chức (lần đầu tiên vào năm 2001) |
| 1981 | Irene Saez · Venezuela                                                | Pilín León · Venezuela                                         | Jenny Derek · Úc                                                 | Cuộc thi chưa được tổ chức (lần đầu tiên vào năm 2001) |
| 1980 | Shawn Weatherly · Hoa Kỳ                                              | Gabriella Brum · Tây Đức(Truất ngôi)                           | Lorna Marlene Chavez · Costa Rica                                | Cuộc thi chưa được tổ chức (lần đầu tiên vào năm 2001) |
| 1980 | Shawn Weatherly · Hoa Kỳ                                              | Kimberley Santos · Guam(Thay thế)                              | Lorna Marlene Chavez · Costa Rica                                | Cuộc thi chưa được tổ chức (lần đầu tiên vào năm 2001) |
| 1979 | Maritza Sayalero · Venezuela                                          | Gina Swainson · Bermuda                                        | Melanie Marquez · Philippines                                    | Cuộc thi chưa được tổ chức (lần đầu tiên vào năm 2001) |
| 1978 | Margaret Gardiner · Nam Phi                                           | Silvana Suárez · Argentina                                     | Katherine Patricia Ruth · Hoa Kỳ                                 | Cuộc thi chưa được tổ chức (lần đầu tiên vào năm 2001) |
| 1977 | Janelle Commissiong · Trinidad và Tobago                              | Mary Stävin · Thụy Điển                                        | Pilar Medina · Tây Ban Nha                                       | Cuộc thi chưa được tổ chức (lần đầu tiên vào năm 2001) |
| 1976 | Rina Messinger · Israel                                               | Cindy Breakspeare · Jamaica                                    | Sophie Sonia Perin · Pháp                                        | Cuộc thi chưa được tổ chức (lần đầu tiên vào năm 2001) |
| 1975 | Anne Marie Pohtamo · Phần Lan                                         | Wilnelia Merced · Puerto Rico                                  | Lidija Manić Nam Tư                                              | Cuộc thi chưa được tổ chức (lần đầu tiên vào năm 2001) |
| 1974 | Amparo Munoz · Tây Ban Nha(Từ bỏ vương miện, không có người thay thế) | Helen Morgan · Anh Quốc(Truất ngôi)                            | Karen Brucene Smith · Hoa Kỳ                                     | Cuộc thi chưa được tổ chức (lần đầu tiên vào năm 2001) |
| 1974 | Amparo Munoz · Tây Ban Nha(Từ bỏ vương miện, không có người thay thế) | Anneline Kriel · Nam Phi(Thay thế)                             | Karen Brucene Smith · Hoa Kỳ                                     | Cuộc thi chưa được tổ chức (lần đầu tiên vào năm 2001) |
| 1973 | Margarita Moran · Philippines                                         | Marjorie Wallace · Hoa Kỳ(Truất ngôi, không có người thay thế) | Tuula Anneli Bjorkling · Phần Lan                                | Cuộc thi chưa được tổ chức (lần đầu tiên vào năm 2001) |
| 1972 | Kerry Anne Wells · Úc                                                 | Belinda Green · Úc                                             | Linda Hooks · Vương quốc Liên hiệp Anh và Bắc Ireland            | Cuộc thi chưa được tổ chức (lần đầu tiên vào năm 2001) |
| 1971 | Georgina Rizk · Liban                                                 | Lúcia Petterle · Brazil                                        | Jane Cheryl Hansen · New Zealand                                 | Cuộc thi chưa được tổ chức (lần đầu tiên vào năm 2001) |
| 1970 | Marisol Malaret · Puerto Rico                                         | Jennifer Hosten · Grenada                                      | Aurora McKenny Pijuan · Philippines                              | Cuộc thi chưa được tổ chức (lần đầu tiên vào năm 2001) |
| 1969 | Gloria Diaz · Philippines                                             | Eva Rueber-Staier · Áo                                         | Valerie Susan Holmes · Vương quốc Liên hiệp Anh và Bắc Ireland   | Cuộc thi chưa được tổ chức (lần đầu tiên vào năm 2001) |
| 1968 | Martha Vasconcellos · Brazil                                          | Penelope Plummer · Úc                                          | Maria da Gloria Carvalho · Brazil                                | Cuộc thi chưa được tổ chức (lần đầu tiên vào năm 2001) |
| 1967 | Sylvia Hitchcock · Hoa Kỳ                                             | Madeline Hartog-Bel · Perú                                     | Mirta Teresita Massa · Argentina                                 | Cuộc thi chưa được tổ chức (lần đầu tiên vào năm 2001) |
| 1966 | Margareta Arvidsson · Thụy Điển                                       | Reita Faria · Ấn Độ                                            | Cuộc thi bị hoãn                                                 | Cuộc thi chưa được tổ chức (lần đầu tiên vào năm 2001) |
| 1965 | Apasra Hongsakula · Thái Lan                                          | Lesley Langley · Anh Quốc                                      | Ingrid Finger · Đức                                              | Cuộc thi chưa được tổ chức (lần đầu tiên vào năm 2001) |
| 1964 | Corinna Tsopei · Hy Lạp                                               | Ann Sydney · Anh Quốc                                          | Gemma Cruz · Philippines                                         | Cuộc thi chưa được tổ chức (lần đầu tiên vào năm 2001) |
| 1963 | Ieda Maria Vargas · Brazil                                            | Carole Crawford · Jamaica                                      | Guðrún Bjarnadóttir · Iceland                                    | Cuộc thi chưa được tổ chức (lần đầu tiên vào năm 2001) |
| 1962 | Norma Nolan · Argentina                                               | Catharina Lodders · Hà Lan                                     | Tania Verstak · Úc                                               | Cuộc thi chưa được tổ chức (lần đầu tiên vào năm 2001) |
| 1961 | Marlene Schmidt · Đức                                                 | Rosemarie Frankland · Anh Quốc                                 | Stam Van Baer · Hà Lan                                           | Cuộc thi chưa được tổ chức (lần đầu tiên vào năm 2001) |
| 1960 | Linda Bement · Hoa Kỳ                                                 | Norma Gladys Cappagli · Argentina                              | Stella Márquez · Colombia                                        | Cuộc thi chưa được tổ chức (lần đầu tiên vào năm 2001) |
| 1959 | Akiko Kojima · Nhật Bản                                               | Corinne Rottschafer · Hà Lan                                   | Cuộc thi chưa được tổ chức (lần đầu tiên vào năm 1960)           | Cuộc thi chưa được tổ chức (lần đầu tiên vào năm 2001) |
| 1958 | Luz Marina Zuluaga · Colombia                                         | Penelope Anne Coelen · Nam Phi                                 | Cuộc thi chưa được tổ chức (lần đầu tiên vào năm 1960)           | Cuộc thi chưa được tổ chức (lần đầu tiên vào năm 2001) |
| 1957 | Gladys Zender · Perú                                                  | Marita Lindahl · Phần Lan                                      | Cuộc thi chưa được tổ chức (lần đầu tiên vào năm 1960)           | Cuộc thi chưa được tổ chức (lần đầu tiên vào năm 2001) |
| 1956 | Carol Morris · Hoa Kỳ                                                 | Petra Schürmann · Đức                                          | Cuộc thi chưa được tổ chức (lần đầu tiên vào năm 1960)           | Cuộc thi chưa được tổ chức (lần đầu tiên vào năm 2001) |
| 1955 | Hillevi Rombin · Thụy Điển                                            | Susana Duijm · Venezuela                                       | Cuộc thi chưa được tổ chức (lần đầu tiên vào năm 1960)           | Cuộc thi chưa được tổ chức (lần đầu tiên vào năm 2001) |
| 1954 | Miriam Stevenson · Hoa Kỳ                                             | Antigone Costanda · Ai Cập                                     | Cuộc thi chưa được tổ chức (lần đầu tiên vào năm 1960)           | Cuộc thi chưa được tổ chức (lần đầu tiên vào năm 2001) |
| 1953 | Christiane Martel · Pháp                                              | Denise Perrier · Pháp                                          | Cuộc thi chưa được tổ chức (lần đầu tiên vào năm 1960)           | Cuộc thi chưa được tổ chức (lần đầu tiên vào năm 2001) |
| 1952 | Armi Kuusela · Phần Lan                                               | May Louise Flodin · Thụy Điển                                  | Cuộc thi chưa được tổ chức (lần đầu tiên vào năm 1960)           | Cuộc thi chưa được tổ chức (lần đầu tiên vào năm 2001) |
| 1951 | Cuộc thi chưa được tổ chức (lần đầu tiên vào năm 1952)                | Kiki Håkansson · Thụy Điển                                     | Cuộc thi chưa được tổ chức (lần đầu tiên vào năm 1960)           | Cuộc thi chưa được tổ chức (lần đầu tiên vào năm 2001) |
| 1950 | Cuộc thi chưa được tổ chức (lần đầu tiên vào năm 1952)                | Cuộc thi chưa được tổ chức (lần đầu tiên vào năm 1951)         | Cuộc thi chưa được tổ chức (lần đầu tiên vào năm 1960)           | Cuộc thi chưa được tổ chức (lần đầu tiên vào năm 2001) |